# Agapetus kithmalie
Agapetus kithmalie är en nattsländeart som först beskrevs av Chantaramongkol och Malicky 1986.  Agapetus kithmalie ingår i släktet Agapetus och familjen stenhusnattsländor. Inga underarter finns listade i Catalogue of Life.